# Thài lài trắng
Loài Rau trai thường cũng có tên gọi khác là Thài lài trắng, tránh nhầm lẫn xin xem thêm bài Commelina communis
Thài lài trắng hay còn gọi rau trai, rau trai hạt nhám (danh pháp khoa học: Commelina diffusa) là một loài thực vật có hoa trong họ Commelinaceae. Loài này được Burm.f. mô tả khoa học đầu tiên năm 1768.